# Big in Japan (Lied)
Big in Japan ist ein 1984 veröffentlichter Popsong von Alphaville, der von Marian Gold, Bernhard Lloyd und Frank Mertens geschrieben wurde. Das Stück erreichte in einigen Ländern Platz eins der Charts.

## Hintergrund
Das Lied ist 3:52 Minuten lang, wurde von Orlando (Pseudonym von Andreas Budde, Wolfgang Loos und Colin Pearson) produziert und im Januar 1984 bei WEA Records als Single veröffentlicht. Im September 1984 erschien es auch auf dem Debütalbum von Alphaville, Forever Young.
Zum Text erklärte der Sänger Marian Gold, dass Big in Japan eine Redewendung sei, um bei Erfolglosigkeit in der eigenen Umgebung auszudrücken, dass man woanders (Japan) sicher Erfolg gehabt hätte. In diesem Lied bezieht es sich auf ein Pärchen, das heroinabhängig ist und von der Droge loskommen will. „Das Pärchen stellt sich vor, wie das Leben ohne Drogen wäre, aber die beiden schaffen es eben nicht“, sagte Gold. Big in Japan spielt in Berlins Drogenmilieu am Bahnhof Zoologischer Garten. Geschrieben habe er es schon Mitte der 1970er.

## Rezeption

### Chartplatzierungen
Big in Japan war in Deutschland eine der erfolgreichsten Singles des Jahres 1984 und belegte den fünften Rang der Single-Jahreshitparade 1984.
| ChartsChartplatzierungen       | Höchstplatzierung | Wochen |
| ------------------------------ | ----------------- | ------ |
| Deutschland (GfK)              | 1 (23 Wo.)        | 23     |
| Österreich (Ö3)                | 4 (12 Wo.)        | 12     |
| Schweiz (IFPI)                 | 1 (18 Wo.)        | 18     |
| Vereinigte Staaten (Billboard) | 66 (10 Wo.)       | 10     |
| Vereinigtes Königreich (OCC)   | 8 (14 Wo.)        | 14     |

| ChartsJahrescharts (1984) | Platzierung |
| ------------------------- | ----------- |
| Deutschland (GfK)         | 5           |
| Österreich (Ö3)           | 26          |
| Schweiz (IFPI)            | 2           |

### Auszeichnungen für Musikverkäufe
| Land/Region                  | Auszeichnungen für Musikverkäufe (Land/Region, Auszeichnung, Verkäufe) | Verkäufe |
| ---------------------------- | ---------------------------------------------------------------------- | -------- |
| Deutschland (BVMI)           | Gold                                                                   | 250.000  |
| Italien (FIMI)               | Gold                                                                   | 50.000   |
| Spanien (Promusicae)         | Gold                                                                   | 30.000   |
| Vereinigtes Königreich (BPI) | Silber                                                                 | 200.000  |
| Insgesamt                    | 1× Silber · 3× Gold ·                                                  | 530.000  |

## Coverversionen
Big in Japan wurde unter anderem von Sandra und LaFee (Japan ist weit), Hannes Schöner (Symphony of Love), den Guano Apes, Vinylshakerz (Luv in Japan), Ane Brun und And One (Liveversion) gecovert.